# 666 (álbum)
666 es el cuarto álbum de la banda Ángeles del Infierno, publicado en 1988.
Se puede considerar que el álbum se ha convertido en todo un clásico del metal en español, con récord de ventas de la banda, llegándose a publicar en el mercado norteamericano incluyendo una gira por Estados Unidos donde llenaron sitios como el Hollywood Palace. El grupo obtuvo un disco de platino por las ventas y se convirtió en su disco más vendido, no solo en España, sino en Hispanoamérica y fundamentalmente en México. En el disco se hace una versión del clásico Mama, We're All Crazy Now.

## Alineación
- Juan Gallardo - Voz
- Robert Álvarez - Guitarra solista
- Manu García - Guitarra rítmica y coros
- Santi Rubio- Bajo y coros
- José Sánchez - Batería
- Guillermo Pascual - Teclados

## Lista de canciones
- Todos los temas de autor por: Robert Álvarez, Juan Gallardo.

| N.º | Título                                            | Escritor(es) | Duración |  |
| 1.  | «Dando Por Detrás»                                |              | 3:15     |  |
| 2.  | «Estamos Todos Locos (Mama, We're All Crazy Now)» | Lea, Holder  | 3:14     |  |
| 3.  | «666»                                             |              | 3:43     |  |
| 4.  | «Si Tú No Estás Aquí»                             |              | 4:25     |  |
| 5.  | «Hoy Por Ti, Mañana Por Mi»                       |              | 2:57     |  |
| 6.  | «Todo Marcha Bien»                                |              | 3:42     |  |
| 7.  | «Nada Que Perder»                                 |              | 3:46     |  |
| 8.  | «No Me Cuentes Problemas»                         |              | 3:25     |  |
| 9.  | «Vives En Un Cuento»                              |              | 3:56     |  |
| 10. | «Donde Estabas Tu»                                |              | 3:12     |  |

## Sencillos
- "666"
- "Todo Marcha Bien"
- "Si Tú No Estás Aquí"

## Créditos
- Juan Ignacio Cuadrado - Ingeniero de sonido, ayudado por David de la Torre
- Mark Dearnley - Mezclado
- Rufino Vigil - Ilustración y Diseño